# 国語 (中国語)
国語（こくご、繁体字: 國語; 拼音: Guóyǔ; 注音: ㄍㄨㄛˊ ㄩˇ）は、中華民国が公用語として普及を進めた標準中国語である。中華民国国語（ちゅうかみんこくこくご、繁体字: 中華民國國語; 拼音: Zhōnghuá Mínguó Guóyǔ; 注音: ㄓㄨㄥ ㄏㄨㄚˊ ㄇㄧㄣˊ ㄍㄨㄛˊ ㄍㄨㄛˊ ㄩˇ）と呼称、表記される場合もある。中華民国が中国大陸を統治していた時期に、国語運動を通じて規範が整えられた。

## 概要
中華民国の公用語として定められた国語は、清代に共通語として使用された官話を中心に、北京語・南京語などの中国各地の言語要素を組み合わせて生み出されたものである。
中華人民共和国が河北省の方言に基づく新たな標準語として普通話を定めた一方、台湾に移った中華民国政府は中華民国国語を用い続けた。中華民国政府はその正統性を示すため、中華民国国語以外の言語を抑圧する政策を採っていた。
中華民国国語と普通話は、どちらも中国の標準語（標準中国語）として位置づけられており、相互に理解可能であるが、中華民国国語は普通話と比べて「r化音」や「軽声」の使用頻度が低いなどの相違点がある。最も顕著な相違点は文字体系である。普通話は簡体字で記述され、発音の表記には拼音が用いられるが、中華民国国語は繁体字で記述され、発音の表記に注音符号が用いられる。
現在の台湾で一般的に使用されている、台湾訛りの国語（台湾語などの要素が含まれている）は「台湾国語」と呼ばれている。

## 普通話との具体的な違い

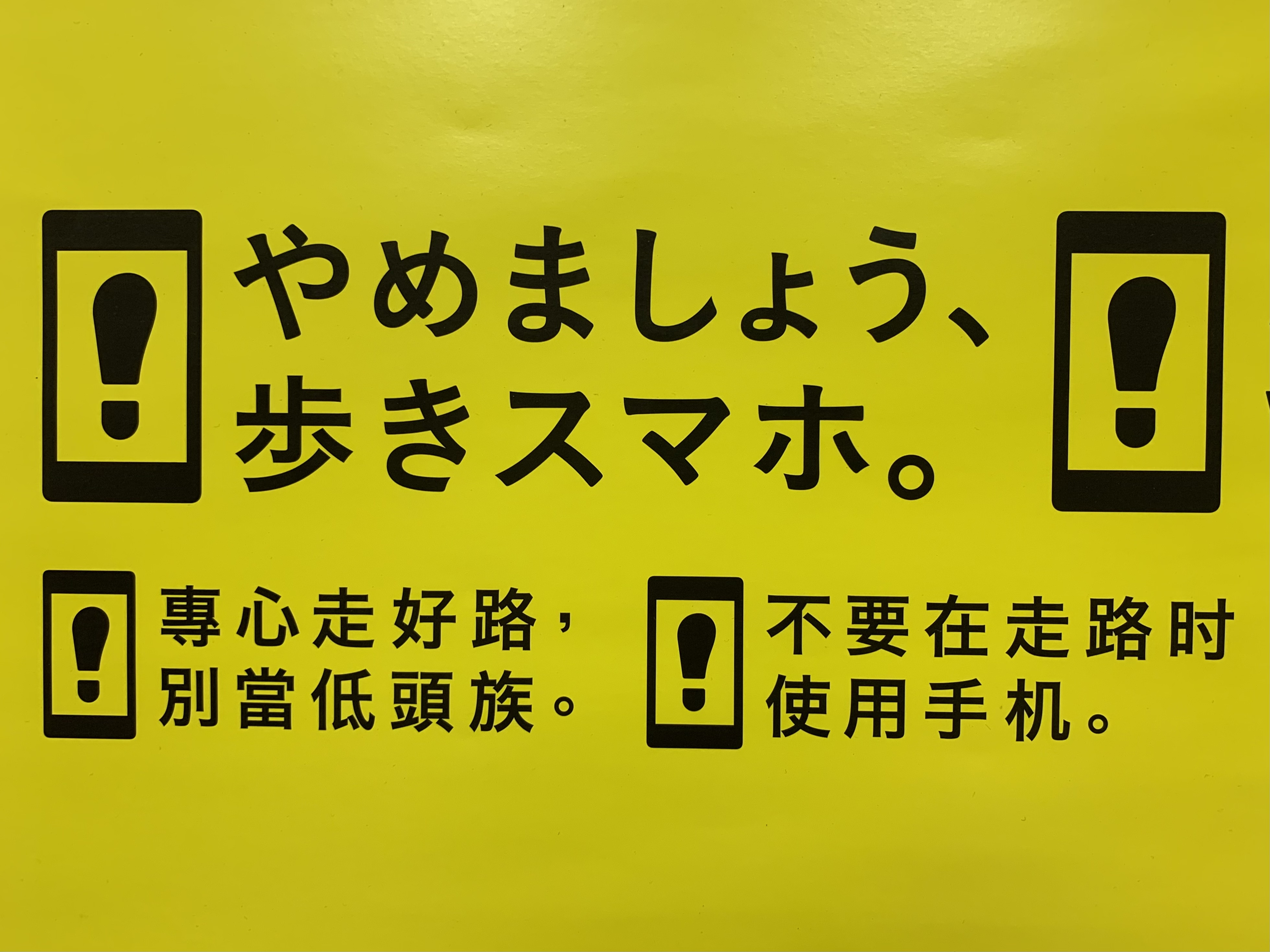
歩きスマホに注意を呼びかけるポスターに見られる簡体字と繁体字の表現の差異。台湾などで用いられる繁体字の表現（左）では、「低頭族」のような新語が見られる。

英語では、「大陸の普通話」も「台湾の国語」も同じ標準中国語とみなされ、どちらのこともマンダリンと呼んで、区別していない。しかし、台湾人自身は英語で会話をする際に、自分が話す中国語を「Standard Mandarin」や「Chinese Mandarin」と呼ぶことが極端に少なく、殆どの人は「Taiwanese Mandarin」と言う。
ただし、中華民国国語には、大陸の普通話とは異なる次のような点がある。
1. アル化を極力使わない。
2. 軽声をあまり使わない｡
3. 一部の漢字の発音が違う。例：微（普通話：wēi、国語：wéi）、携/攜（普通話：xié、国語：xī）、垃圾（普通話：lājī、国語：lèsè）
4. 特に科学用語や歴史用語など、普通話と違う語彙を使用することもある。例：ケイ素（普通話：硅、国語：矽）、郵便配達員（普通話：邮递员、国語：郵差）、淮海戦役（普通話：淮海战役、国語：徐蚌會戰）
5. 日本式語彙を、大陸とは差別的に流用する。台湾では、日本との頻繁な交流によって、いち早く日本と共通語彙を使う傾向がある。ただし、近年は大陸が先に使い始めた日本式語彙を台湾では使わないことがある。例：便當（弁当、普通話：盒饭）、坪（坪、中国大陸ではこの単位を使わない）

また、以下のようなものは、教育の場では正しいものと見なされないが、話者に福建省からの移民の末裔が多いことにより日常生活上では頻繁に遭遇する。
1. そり舌音（捲舌音）が不明瞭である。
2. 唇歯音 fを無声声門摩擦音 hと発音する（台湾語に存在しない発音）。
3. 過去形(肯定・強調)表現に｢有+(動詞)｣を使用することがある（台湾語由来）｡
4. 次のような揚子江以北には存在しない語気助詞を多用する｡
  - ｢―囉｣(―lo : ―じゃん)
  - ｢―哦｣(―wo :―だよ)
  - ｢―唷｣(―yo :―よ)

yo が日本語の影響によるものか福建語由来かは不明。

香港を含めた東南アジアの中国人系社会では、北京語を話す時は今でも中華民国国語に近いマンダリンを話す。これは、台湾の大衆娯楽やメディアの影響力、政治的・地縁的要素にもよる。

## 国語推進の歴史

### 中国大陸における「国語」
標準中国語を指して初めて「国語」という語を使ったのは清末の呉汝綸であるとされる。呉は1902年に日本を視察し、明治維新後の日本の国語統一政策に感銘を受け、帰国後北京官話を標準とする国語を実施するよう管学大臣・張百熙に意見書を送った。1909年に江謙が官話の名を国語に改めるよう提案し、国語編審委員会が設置された。1911年には国語の統一基準作りのために調査研究を行うとする「統一国語弁法案」が通過した。
1912年に中華民国が成立すると、翌1913年2月に漢字の読みを国で定めるため読音統一会が招集された。この会議は江蘇省・浙江省出身の学者が多数を占めており、この地方の呉語に見られる濁音を取り入れるかどうかが焦点の一つとなった。北京官話を標準にすることを主張する王照が一省一票を提案したことにより濁音は外され、6500余りの漢字について「国音」が議決された。これを後に老国音という。この老国音は、特定の地方の発音を採用するものではなく、各地の発音を折衷して定めた人為的なものであり、伝統的な「正音」に近い。1919年には、老国音による『国音字典』初印本が出版された。
読音統一会では国音を検討する際、章炳麟の創製した文字に手を加えたものを使った。教育部の職員として関わった魯迅らの提案により、この文字を国音を表す正式な文字とすることが決まった。後に注音符号と改称される注音字母である。保守派の反対や政局の影響を受け、教育部が正式に注音字母を公布するのは5年後の1918年11月25日にずれ込んだ。
1917年に胡適が雑誌『新青年』に発表した「文学改良芻議（）」をきっかけに、同誌を主な拠点として、文語による文言文を廃し口語文の採用を目指した白話文運動が起こる。これは日本における言文一致運動に相当する。
1919年、政府は教育部の下に「国語統一籌備（）会」（籌備〈拼音: chóubèi〉は準備の意味）を設けた。国語統一籌備会は国民政府成立後の1928年に「国語統一籌備委員会」、1935年に「国語推行委員会」に改められた。
同年五四運動が起こると、それまでの教育関係者の要求に沿って、国民学校の「国文」科を「国語」科に改め、最初に注音字母を教えることとなった。翌1920年には小学教科書が白話文に改められた。教育部が開いた国語講習所をはじめとした訓練養成機関により、国語教育に当たる人材の育成を図った。
『国音字典』初印本出版後、老国音と北京音の食い違いから、北京音の全面的採用を求める議論が国語研究会を中心に起こった。1923年に国語統一籌備会は「国音字典増修委員会」を設置し、翌1924年北京語音を標準とすることを決めた。新たな標準は1932年発行の『国音常用字彙』にまとめられた。これを「新国音」または「京音」と呼ぶ。『国音常用字彙』は、9920字のほか、異体字1179字・異読字1120字、合計1万2219字を収め、現代中国語の標準音を示した最初の字書であり、漢字の発音だけでなく、字種・字体の整理という面からも大きな役割を果たした。
1925年から1926年まで国語統一籌備会国語羅馬字拼音研究委員会で進められた検討を経て、1928年に「国語ローマ字」が公布された。複雑なため普及はあまり進まなかったものの、中国史上初めて政府が定めた公式のローマ字表記法である。
国語統一籌備会には辞典編纂部門が附属しており、1923年に国語辞典編纂処として設立され、1928年に拡充され中国大辞典編纂処となった。1931年に『国語辞典』の編集に着手し、1945年に全4巻がそろった。
1937年の盧溝橋事件以降、日中戦争により国語推行委員会の活動は停滞を余儀なくされた。1945年、戦争が終結すると、中国大辞典編纂処は出版物の刊行を続けた。中国大陸を中国共産党が実効支配下に収め、1949年に中華人民共和国が成立すると、国語推行委員会は設けられず、中国大辞典編纂処が部分的に中国科学院語言研究所（後の中国社会科学院語言研究所）や中国文字改革委員会（後の国家語言工作委員会）に組み入れられた。以降、中国大陸では普通話が標準語として整備され、その推進普及が国是として図られている。

### 台湾における「国語」
中華民国が台湾を編入すると、1946年に台湾省国語推行委員会が設置され台湾で国語運動が始まる。中華民国政府は台湾移転後も、教育部国語推行委員会を維持し、国語普及や標準の整理、字典の編纂といった事業を行った。台湾では13年ほどで国語の普及を見た。この時期の台湾における国語運動の主要な目的として、脱日本化が挙げられる。当初は台湾語など国語以外の「方言」を土台として国語の普及が図られたが、次第に方言に対して抑圧的な政策が実施されるようになった。1960年代後期になると、中華文化復興運動を受けて台湾省政府は「臺灣省加強推行國語實施計劃（台湾省国語推進強化実施計画）」を制定し官公庁、学校など公共の場所では一律に国語を使うことを義務付け、方言の使用を禁じた。1976年の廣播電視法（放送法）第20条は「播音語言應以國語為主，方言應逐年減少（放送言語は国語を主としなければならず、方言は毎年減らさなければならない）」と定めた。1985年には「語文法（言語法）」草案が完成した。3人以上の人がいる公の場で標準的な国語の使用を義務付け、方言の使用に罰則を設けるなどの内容に世論が猛反発した結果、立法計画から取り下げられた。この法案は国民党政権の一元的な国語推進政策の頂点とも評価される。
1986年の民主進歩党結党、1987年の戒厳令解除、1988年の李登輝総統就任など、政治面での台湾本土化・民主化が進むと、文化面でも台湾本土化、多文化主義への転換が図られた。一元的な国語推進策は再検討を迫られ、その結果、学校における方言使用への罰則の廃止、国語以外の言葉による放送に対する制限の撤廃、母語教育あるいは郷土言語教育の導入などが実施された。